# Takumi Minamino
Takumi Minamino (南野 拓実 Minamino Takumi?, Izumisano, Osaka, 16 de enero de 1995) es un futbolista japonés que juega como centrocampista en el A. S. Monaco F. C. de la Ligue 1 de Francia.

## Selección nacional
Ha sido internacional con las selección de fútbol de Japón en 67 ocasiones y ha convertido veinticuatro goles.

### Participaciones en Copas del Mundo
| Mundial                               | Sede   | Resultado        | Partidos | Goles |
| ------------------------------------- | ------ | ---------------- | -------- | ----- |
| Copa Mundial de Fútbol Sub-17 de 2011 | México | Cuartos de final | 4        | 1     |
| Copa Mundial de Fútbol de 2022        | Catar  | Octavos de final | 3        | 0     |

### Participaciones en Juegos Olímpicos
| Olimpiada                               | Sede   | Resultado      | Partidos | Goles |
| --------------------------------------- | ------ | -------------- | -------- | ----- |
| Juegos Olímpicos de Río de Janeiro 2016 | Brasil | Fase de grupos | 3        | 1     |

### Participaciones en Copas Asiáticas
| Copa                                | Sede       | Resultado        | Partidos | Goles |
| ----------------------------------- | ---------- | ---------------- | -------- | ----- |
| Campeonato Sub-16 de la AFC de 2010 | Uzbekistán | Tercer puesto    | 6        | 5     |
| Campeonato Sub-19 de la AFC de 2014 | Birmania   | Cuartos de final | 6        | 4     |
| Campeonato Sub-23 de la AFC de 2016 | Catar      | Campeón          | 3        | 0     |
| Copa Asiática 2019                  | EAU        | Subcampeón       | 6        | 1     |
| Copa Asiática 2023                  | Catar      | Cuartos de final | 5        | 2     |

## Estadísticas

### Clubes
Actualizado al último partido disputado el 17 de mayo de 2025.
| Club                         | Div.          | Temporada     | Liga  | Liga  | Copas nacionales | Copas nacionales | Copas internacionales | Copas internacionales | Total | Total | Media goleadora |
| Club                         | Div.          | Temporada     | Part. | Goles | Part.            | Goles            | Part.                 | Goles                 | Part. | Goles | Media goleadora |
| ---------------------------- | ------------- | ------------- | ----- | ----- | ---------------- | ---------------- | --------------------- | --------------------- | ----- | ----- | --------------- |
| Cerezo Osaka Japón           | 1.ª           | 2012          | 3     | 0     | 2                | 1                | ―                     | ―                     | 5     | 1     | 0.2             |
| Cerezo Osaka Japón           | 1.ª           | 2013          | 29    | 5     | 9                | 3                | ―                     | ―                     | 38    | 8     | 0.21            |
| Cerezo Osaka Japón           | 1.ª           | 2014          | 30    | 2     | 5                | 4                | 7                     | 2                     | 42    | 8     | 0.19            |
| Cerezo Osaka Japón           | Total club    | Total club    | 62    | 7     | 16               | 8                | 7                     | 2                     | 85    | 17    | 0.2             |
| Red Bull Salzburgo · Austria | 1.ª           | 2014-15       | 14    | 3     | 2                | 0                | 1                     | 0                     | 17    | 3     | 0.18            |
| Red Bull Salzburgo · Austria | 1.ª           | 2015-16       | 32    | 10    | 6                | 2                | 2                     | 1                     | 40    | 13    | 0.33            |
| Red Bull Salzburgo · Austria | 1.ª           | 2016-17       | 21    | 11    | 5                | 3                | 5                     | 0                     | 31    | 14    | 0.45            |
| Red Bull Salzburgo · Austria | 1.ª           | 2017-18       | 28    | 7     | 4                | 1                | 12                    | 3                     | 44    | 11    | 0.25            |
| Red Bull Salzburgo · Austria | 1.ª           | 2018-19       | 27    | 6     | 5                | 3                | 13                    | 5                     | 45    | 14    | 0.31            |
| Red Bull Salzburgo · Austria | 1.ª           | 2019-20       | 14    | 5     | 2                | 2                | 6                     | 2                     | 22    | 9     | 0.41            |
| Red Bull Salzburgo · Austria | Total club    | Total club    | 136   | 42    | 24               | 11               | 39                    | 11                    | 199   | 64    | 0.32            |
| Liverpool F. C. Inglaterra   | 1.ª           | 2019-20       | 10    | 0     | 3                | 0                | 1                     | 0                     | 14    | 0     | 0               |
| Liverpool F. C. Inglaterra   | 1.ª           | 2020-21       | 9     | 1     | 4                | 3                | 4                     | 0                     | 17    | 4     | 0.24            |
| Southampton F. C. Inglaterra | 1.ª           | 2020-21       | 10    | 2     | ―                | ―                | ―                     | ―                     | 10    | 2     | 0.2             |
| Southampton F. C. Inglaterra | Total club    | Total club    | 10    | 2     | 0                | 0                | 0                     | 0                     | 10    | 2     | 0.2             |
| Liverpool F. C. Inglaterra   | 1.ª           | 2021-22       | 11    | 3     | 9                | 7                | 4                     | 0                     | 24    | 10    | 0.42            |
| Liverpool F. C. Inglaterra   | Total club    | Total club    | 30    | 4     | 16               | 10               | 9                     | 0                     | 55    | 14    | 0.25            |
| A. S. Monaco Francia         | 1.ª           | 2022-23       | 18    | 1     | 1                | 0                | 6                     | 0                     | 25    | 1     | 0.04            |
| A. S. Monaco Francia         | 1.ª           | 2023-24       | 30    | 9     | 1                | 0                | ―                     | ―                     | 31    | 9     | 0.29            |
| A. S. Monaco Francia         | 1.ª           | 2024-25       | 31    | 6     | 3                | 0                | 9                     | 3                     | 43    | 9     | 0.21            |
| A. S. Monaco Francia         | Total club    | Total club    | 79    | 16    | 5                | 0                | 15                    | 3                     | 99    | 19    | 0.19            |
| Total carrera                | Total carrera | Total carrera | 317   | 72    | 61               | 29               | 70                    | 16                    | 448   | 116   | 0.26            |

## Palmarés

### Campeonatos nacionales
| Título          | Club               | País       | Año  |
| --------------- | ------------------ | ---------- | ---- |
| Bundesliga      | Red Bull Salzburgo | Austria    | 2015 |
| Copa de Austria | Red Bull Salzburgo | Austria    | 2015 |
| Bundesliga      | Red Bull Salzburgo | Austria    | 2016 |
| Copa de Austria | Red Bull Salzburgo | Austria    | 2016 |
| Bundesliga      | Red Bull Salzburgo | Austria    | 2017 |
| Copa de Austria | Red Bull Salzburgo | Austria    | 2017 |
| Bundesliga      | Red Bull Salzburgo | Austria    | 2018 |
| Copa de Austria | Red Bull Salzburgo | Austria    | 2019 |
| Bundesliga      | Red Bull Salzburgo | Austria    | 2019 |
| Copa de Austria | Red Bull Salzburgo | Austria    | 2020 |
| Bundesliga      | Red Bull Salzburgo | Austria    | 2020 |
| Premier League  | Liverpool F. C.    | Inglaterra | 2020 |
| Copa de la Liga | Liverpool F. C.    | Inglaterra | 2022 |
| FA Cup          | Liverpool F. C.    | Inglaterra | 2022 |

### Campeonatos internacionales
| Título                      | Club (*)     | Sede  | Año  |
| --------------------------- | ------------ | ----- | ---- |
| Campeonato Sub-23 de la AFC | Japón sub-23 | Catar | 2016 |

(*) Incluyendo la selección.

### Distinciones individuales
| Distinción                                      | Año  |
| ----------------------------------------------- | ---- |
| Máximo goleador del Campeonato Sub-16 de la AFC | 2010 |
| Mejor jugador joven de la J. League             | 2013 |